# Otto Volker
Otto Volker (* 25. Oktober 1872 in Wien; † 18. September 1938 ebenda) war ein österreichischer Politiker der  Christlichsozialen Partei (CSP).

## Ausbildung und Beruf
Nach dem Besuch der Volksschule ging er an ein Gymnasium und später an eine Lehrerbildungsanstalt. Er wurde Lehrer und später Bürgerschuldirektor.

## Politische Funktionen
- Vizepräsident der Vereinigung der Lehrer und Schulfreunde
- 1919–1920: Abgeordneter zum Gemeinsamen Landtag von Niederösterreich

## Politische Mandate
- 10. November 1920 bis 1. Oktober 1930: Mitglied des Nationalrates (I., II. und III. Gesetzgebungsperiode), CSP
- 27. April 1934 bis 2. Mai 1934: Mitglied des Nationalrates (IV. Gesetzgebungsperiode), CSP